# Eurynogaster obscura
Eurynogaster obscura är en tvåvingeart som beskrevs av Joaquin A. Tenorio 1969. Eurynogaster obscura ingår i släktet Eurynogaster och familjen styltflugor. Inga underarter finns listade i Catalogue of Life.